# Mohammed Al-Khilaiwi
Mohamed Al-Khilaiwi (in arabo محمد صالح الخليوي‎?; Gedda, 1º settembre 1971 – Gedda, 13 giugno 2013) è stato un calciatore saudita, di ruolo difensore. Ha giocato per la nazionale di calcio saudita per 11 anni, totalizzando 142 presenze.
È scomparso nel 2013 all'età di 41 anni a seguito di un arresto cardiaco.

## Carriera

### Club
Ha giocato con sole due squadre, l'Al-Ittihad e l'Al-Ahli, con le quali ha vinto diversi titoli nazionali.

### Nazionale
Dal 1990 al 2001 ha fatto parte della nazionale di calcio saudita, giocandovi centoquarantadue partite e segnandovi una rete.